# Ulrich Mettler
Ulrich Mettler (prima menzione 1562 – 1609) è stato un condottiero e politico svizzero.

## Biografia
Figlio di Kaspar Mettler, usciere cantonale e balivo nella Riviera. Di religione cattolica, Fu usciere cantonale nel 1568, balivo della Riviera dal 1574 al 1575 e dal 1580 al 1581, e capitano al servizio della Francia nel 1579, e dal 1585 al 1587. Nel 1602 fu Landamano di Nidvaldo. Dopo un'inchiesta per sottrazione di pensioni e spergiuro, nel 1606 venne bollato d'infamia dal Consiglio. Nel 1607 la Landsgemeinde gli restituì l'onore e il porto d'armi, ma non riottenne il seggio in governo.